# Alwin Kronacher
Alwin Kronacher, laut Geburtsurkunde Albin Kronacher, nach Emigration Alvin Kronacher (* 18. November 1880 in Bamberg; † 2. Januar 1951 in Berkeley) war ein deutscher Dramaturg, Regisseur und Theaterleiter.

Alwin Kronacher

## Leben
Kronacher entstammte einer jüdischen Familie. Sein Vater Karl Kronacher (1852–1921) war Kaufmann in Bamberg, seine Mutter Babette Bauer (1857–1892) stammte aus Buttenwiesen. Kronacher besuchte das Gymnasium in Coburg und Karlsruhe und studierte anschließend Rechtswissenschaften in Genf, München, Berlin und Heidelberg. Mit seiner Dissertation Ist die Zechprellerei Betrug wurde er dort 1905 bei Karl von Lilienthal zum Dr. iur. promoviert.
1910 wurde er Dramaturg am Hoftheater Karlsruhe. Später arbeitete er auch als Schauspielleiter und Regisseur. 1916 wechselte er nach Bremen, 1919 an das Alte Theater Leipzig, wo er 1921 Schauspieldirektor wurde. Er gehörte zu den bedeutendsten Persönlichkeiten des Theaterlebens in der Weimarer Republik und förderte in Leipzig besonders das expressionistische Theater und inszenierte Werke von Bertolt Brecht, Walter Hasenclever, Georg Kaiser und Franz Werfel.
1929 wurde er als Nachfolger Richard Weicherts zum Intendanten des Schauspielhauses Frankfurt berufen. Über die Auflösung seines Vertrages in Leipzig, wo er auf Lebenszeit angestellt war, kam es zu juristischen Auseinandersetzungen zwischen den Städten Leipzig und Frankfurt. In Frankfurt setzte Kronacher weiterhin auf Erstaufführungen, beispielsweise des Dichters Fritz von Unruh, und inszenierte zeitgenössische Boulevardstücke, Volks- und Mundartstücke, vor allem aber klassische Dramen. Im Goethejahr 1932 inszenierte er in dessen Geburtsstadt einen Zyklus mit neun Schauspielen Goethes und begründete zusammen mit Kulturdezernent Max Michel die Römerberg-Festspiele. Als erste Vorstellung wurde am 18. Juni 1932 Goethes Urgötz vor 1500 zahlenden Zuschauern gespielt. Am 21. Juli 1932 folgte die Inszenierung des Egmont.
Am 13. März 1933 vollzog sich in Frankfurt die nationalsozialistische Machtübernahme. Umgehend begann die Gleichschaltung der Städtischen Bühnen. Kronacher wurde am 28. März 1933 wegen seiner „nichtarischen Abstammung“ und seines „undeutschen“ Spielplans beurlaubt. Seine letzte Inszenierung von Faust. Der Tragödie zweiter Teil durfte er fertigstellen. Die Premiere am 22. April 1933 fand allerdings unter dem Namen seines nationalsozialistischen Nachfolgers Hans Geisow statt.
Kronacher emigrierte nach Basel, wo er für eine Spielzeit Oberspielleiter am Stadttheater wurde. Weil sein Vertrag nicht verlängert wurde, ging er 1934 nach Paris, wo er Ende 1938 am deutschen Emigrantentheater Salle de Iéna Ödön von Horváths Glaube Liebe Hoffnung inszenierte. 1939 emigrierte er schließlich in die USA, wo er 1941 Professor an der University of Delaware und 1949 Professor für Dramaturgie am Department of Arts der University of California, Berkeley wurde.

## Werke (Auswahl)
- Ist die Zechprellerei Betrug? Inaugural-Dissertation, Universität Heidelberg 1905
- Die Kunst des Regisseurs, Meister, Heidelberg 1913
- Die Deutsche Sprechbühne in unserer Zeit, Osterheld & Co., Berlin 1929